# Bulbostylis jacobinae
Bulbostylis jacobinae är en halvgräsart som först beskrevs av Ernst Gottlieb von Steudel, och fick sitt nu gällande namn av Carl Lindman. Bulbostylis jacobinae ingår i släktet Bulbostylis och familjen halvgräs. Inga underarter finns listade i Catalogue of Life.